# Snesinnja
Snesinnja (ukrainisch Знесіння; russisch Знесенье/Snesennje, polnisch Zniesienie) ist ein Stadtviertel der westukrainischen Stadt Lemberg (im Stadtrajon Lytschakiw).

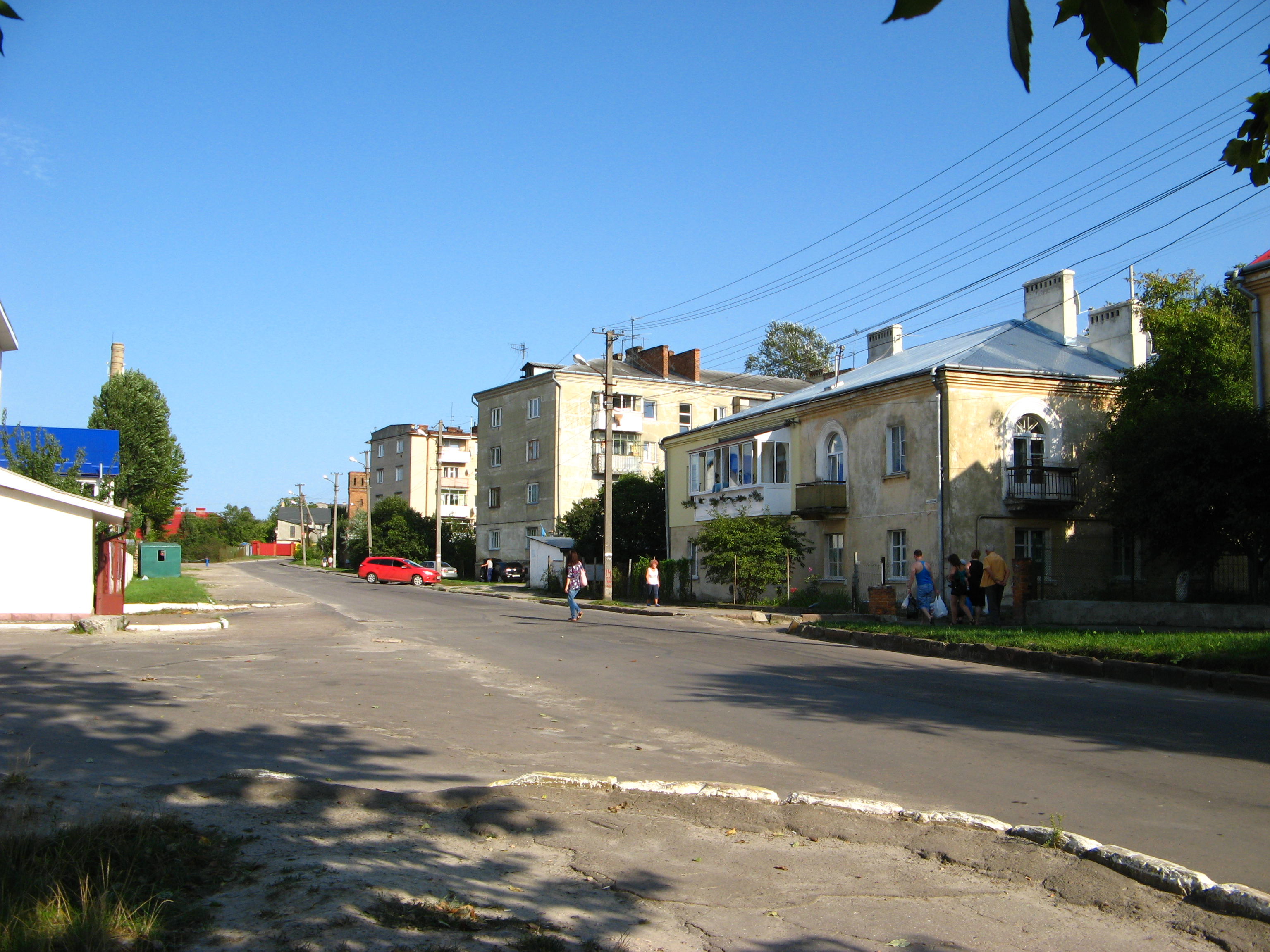
Eine Straße in Snesinnja

## Geschichte

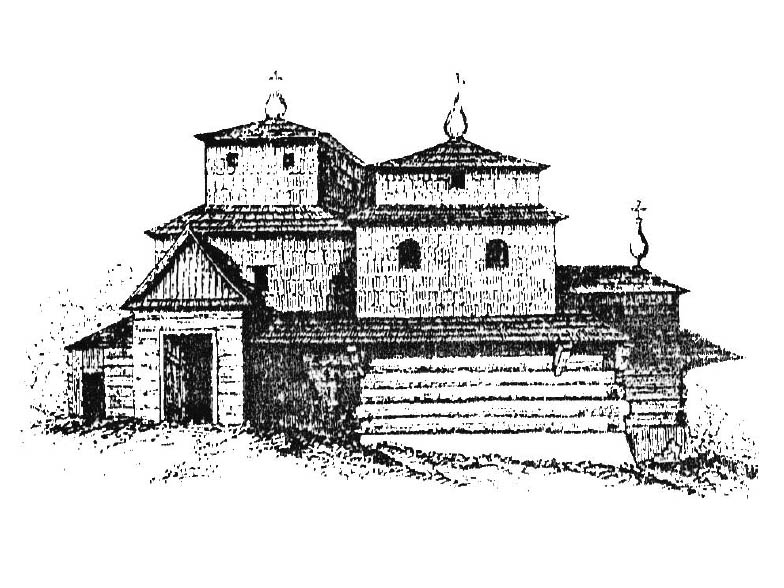
Alte griechisch-katholische Holzkirche

Im 4. bis 2. Jahrhundert v. Chr. gab es dort eine heidnische Kultstätte. Nach einigen älteren Historikern, wie im 19. Jahrhundert Izydor Szaraniewicz, war der Ort die erste Stelle der Stadt Lemberg in der Zeit von Fürst Daniel Romanowitsch von Halytsch (Galizien). Zahlreiche Erwähnungen von Zniesienie, nach dem Patrozinium der örtlichen orthodoxen Kirche (ukrainisch Вознесіння – Himmelfahrt), tauchten im späten 16. Jahrhundert auf.
Das Dorf gehörte damals zur Adelsrepublik Polen-Litauen, Woiwodschaft Ruthenien, Lemberger Land. Als ein privates Dorf gehörte zu verschiedenen Besitzern.

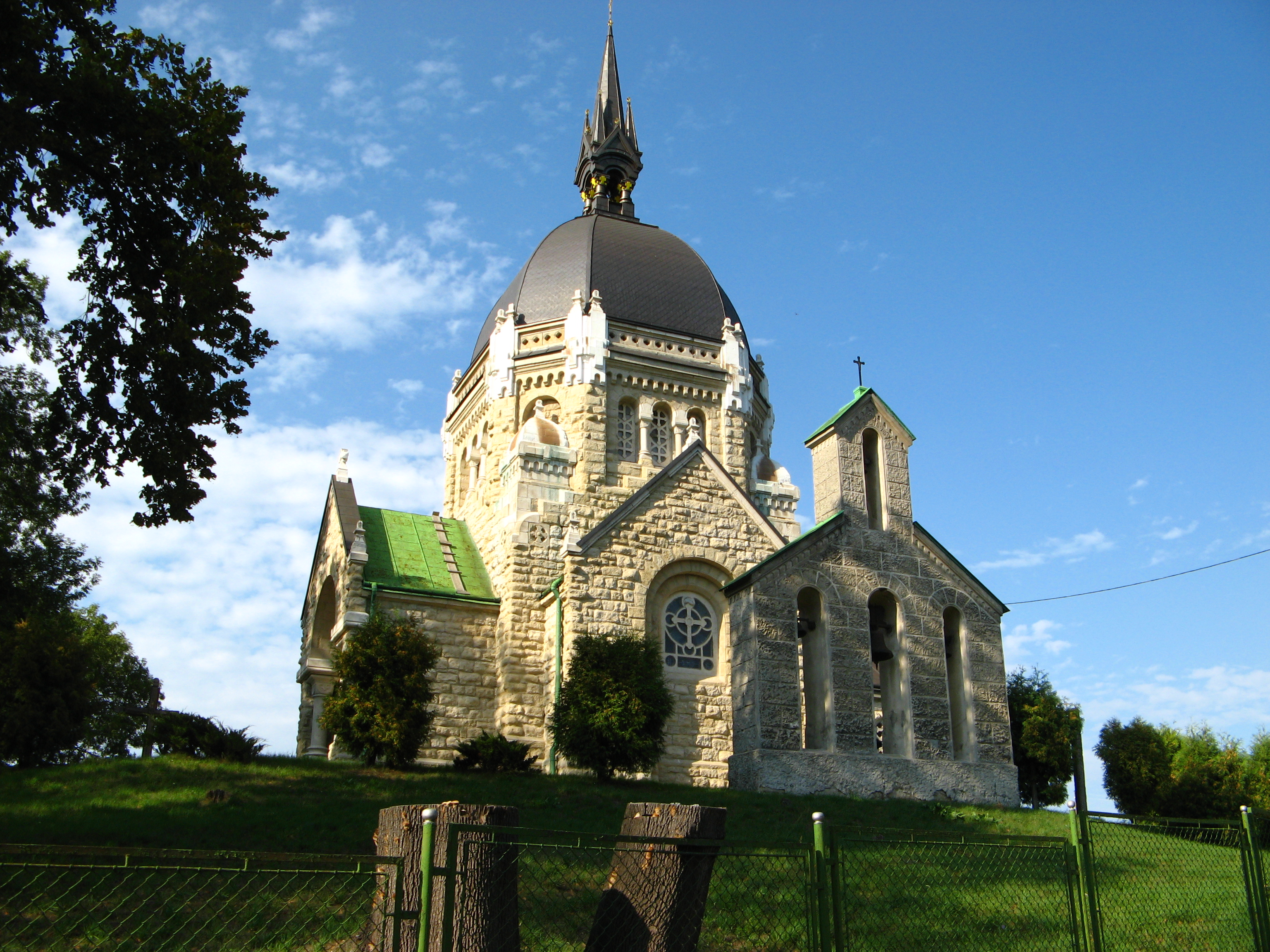
Neue gemauerte Himmelfahrt-Zerkwa

Bei der Ersten Teilung Polens kam das Dorf 1772 zum neuen Königreich Galizien und Lodomerien des habsburgischen Kaiserreichs (ab 1804). Um 1860 wurde die griechisch-katholische Holzkirche von Adolf Ritter von Wolfskron erforscht und beschrieben. Zu dieser Zeit kam es zur verstärkten Suburbanisierung und im frühen 20. Jahrhundert auch zur Industrialisierung. 1871 wurde eine hölzerne Synagoge von örtlichen Juden gebaut. 1897 bis 1901 wurde die neue gemauerte Zerkwa gebaut.
Im Jahre 1900 hatte die Gemeinde Zniesienie 271 Häuser mit 2962 Einwohnern, davon waren 2360 Polnischsprachige, 562 Ruthenischsprachige und 15 Deutschsprachige, 1100 waren römisch-katholisch, 562 griechisch-katholisch, 1278 jüdischer Religion, 22 anderen Glaubens.
Nach dem Ende des Polnisch-Ukrainischen Kriegs 1919 kam die Gemeinde zu Polen. Im Jahre 1921 hatte sie 507 Häuser mit 5551 Einwohnern, davon waren 3303 Polen, 742 Ruthenen, 1473 Juden (Nationalität), 12 Deutsche, 2162 waren römisch-katholisch, 1374 griechisch-katholisch, 37 evangelisch, 1972 Juden (Religion).
Der Ort wurde am 1. April 1931 in die Stadt eingemeindet. 1993 wurde der Regionaler Landschaftspark Snesinnja eröffnet.

## Persönlichkeiten
- Stanisław Stojałowski (1845–1911), polnischer römisch-katholischer Geistlicher und Politiker der Bauernbewegung, Abgeordneter zum Galizischen Landtag und zum Österreichischen Abgeordnetenhaus;